# Ferryland
Ferryland es un pueblo canadiense situado en la provincia de Terranova y Labrador.

## Superficie
Ferryland tiene una superficie de 13,22 km².

## Demografía
En 2021, tenía 371 habitantes, una densidad poblacional de 28,1 hab./km², y 252 viviendas.